# Hispano-Suiza Carmen
El Hispano-Suiza Carmen és un automòbil superesportiu elèctric d'edició limitada produït pel fabricant català Hispano-Suiza, rellançat pels besnets hereus del fundador de l'empresa. Només es van fabricar en total 19 unitats del Carmen entre 2019 i 2021 a un cost d'1.500.000 euros per unitat (sense impostos). El Carmen ha estat dissenyat utilitzant com a inspiració les línies del clàssic Hispano-Suiza H6B Dubonnet Xenia. Els responsables de la marca asseguren que es produiran més models a partir d'aquest, durant el pròxim quinquenni.

## Història
Hispano-Suiza Cars va construir i va posar en producció amb èxit el primer automòbil espanyol a portar aquesta marca des de la dècada de 1940. L'Hispano-Suiza Carmen va ser desenvolupat en dos anys i es van invertir 20 milions d'euros en el projecte. El Carmen es va estrenar en el Saló de l'Automòbil de Ginebra de 2019 en forma de cupè de dues portes.
Hispano-Suiza va construir aquest hiperauto com a resposta a altres cotxes elèctriques súper ràpids de companyies com Lotus i Rimac. El vehicle va ser desenvolupat i fabricat —de manera artesanal— a Barcelona; el seu sistema de propulsió va ser desenvolupat en col·laboració amb QEV Technologies, i el 80% dels seus components van ser subministrats per proveïdors espanyols.
El disseny estilístic del cotxe va estar a càrrec de l'estudi de disseny amb seu a Barcelona Cero Design, donant-li una estètica que combina solucions estilístiques avantguardistes i futuristes amb una estètica retro remesa directament a l'Hispano-Suiza H6B Dubonnet Xenia. Ho mostren clarament, entre d'altres, els passos de roda coberts sobre les rodes posteriors, així com una part posterior punxeguda decorada amb relleus i logotips que fan referència a la històrica marca Hispano-Suiza.
El cotxe porta el nom de Carme Mateu Quintana, neta de Damià Mateu, un dels fundadors d'Hispano-Suiza i el seu primer president. Ella va intentar restaurar Hispano-Suiza com a empresa automotriu, i els fundadors d'Hispano-Suiza Cars li van retre homenatge.

## El Carmen Boulogne

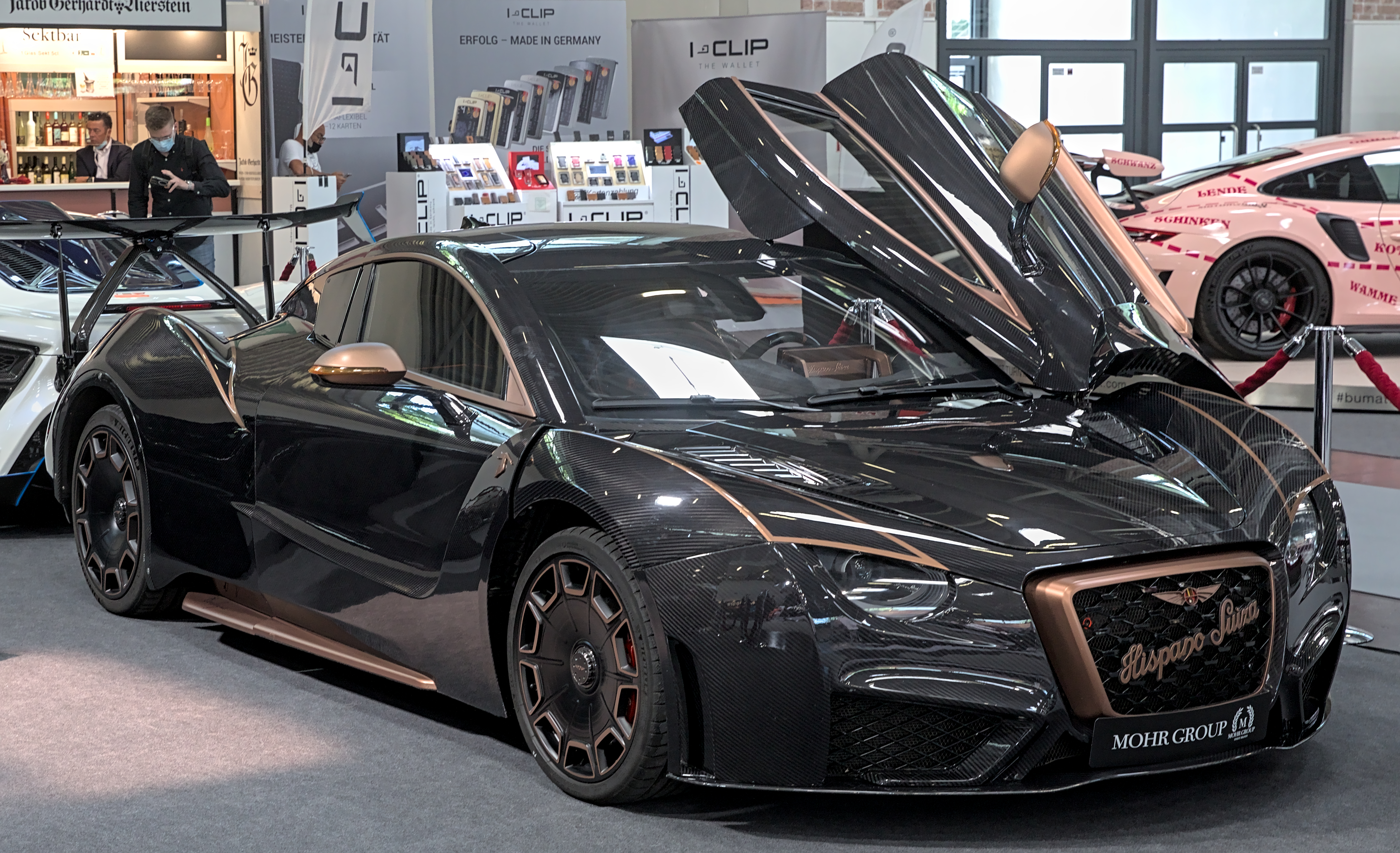
Hispano-Suiza Carmen Boulogne.

Al setembre de 2021, Hispano-Suiza va presentar una versió especial i limitada del seu hipercotxe elèctric, el Carmen Boulogne. L'automòbil va rebre àmplies modificacions visuals, va perdre les característiques cobertes de les rodes posteriors i va obtenir una carrosseria de fibra de carboni negra sense pintar enriquida amb insercions de color cobri. L'automòbil també va obtenir un sistema de propulsió més potent, en el qual es van agregar dos motors elèctrics més als dos motors elèctrics estàndard, aconseguint així una potència total de 1115 CV i 1600 Nm de parell màxim. El cotxe aconsegueix els 100 km/h (62 mph) en 2,6 segons i la velocitat màxima està limitada a 290 km/h (180 mph). L'empresa va planejar construir cinc unitats, amb lliuraments programats per a 2022. El preu del vehicle és 1.650.000 euros (sense impostos).